# 伊香保ロープウェイ
伊香保ロープウェイ（いかほロープウェイ）は、群馬県渋川市にある索道。渋川市営のロープウェイである。伊香保温泉の温泉街と物聞山山頂（上ノ山公園）を結んでいる。

## 路線データ
- 全長：499 m
- 水平亘長：465 m
- 高低差：189 m
- 走行方式：三線交走式[1]
- 支索緊張力：36 トン
- ロープ径：支索42 mm 曳索18 mm 平衡索16 mm
- 搬器メーカー：大阪車輌工業
- 索道メーカー：安全索道
- 定員：21人
- 運転時分：4分
- 駅数：2駅

## 歴史
- 1962年（昭和37年）8月 - 伊香保温泉観光協会により開業[1][2]。
- 1967年（昭和42年）4月1日 - 移管により伊香保町営となる[1][2]。
- 2006年（平成18年）2月20日 - 市町村合併により、伊香保町営より渋川市営となる。

## 利用状況
- 年間延べ147,109人（令和元年度）[3]

## 駅一覧
不如帰駅（北緯36度29分49.6秒 東経138度55分9.9秒 / 北緯36.497111度 東経138.919417度） - 見晴駅（北緯36度29分35.1秒 東経138度55分16.0秒 / 北緯36.493083度 東経138.921111度）

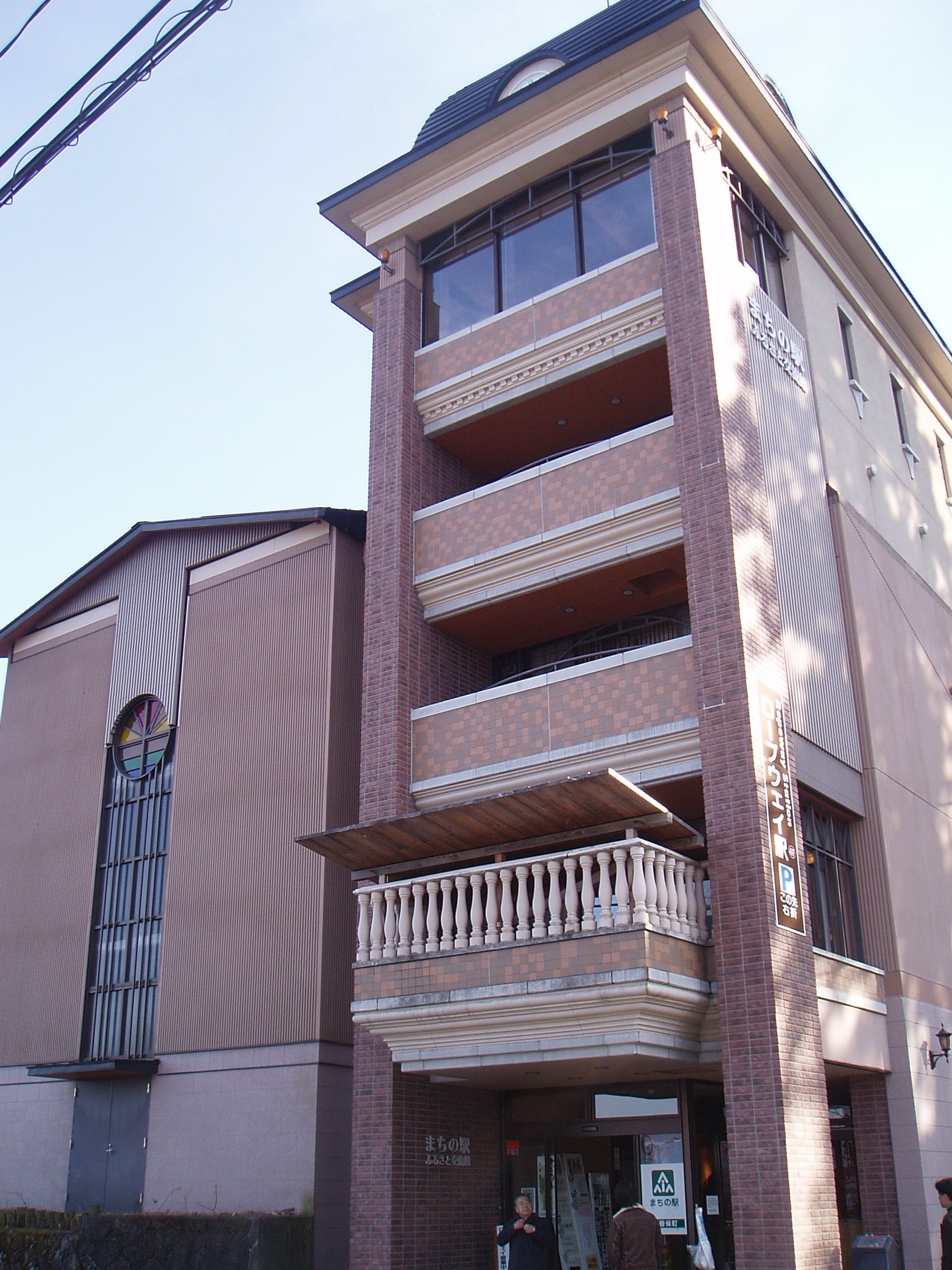
不如帰駅に接続している「まちの駅ふるさと交流館」
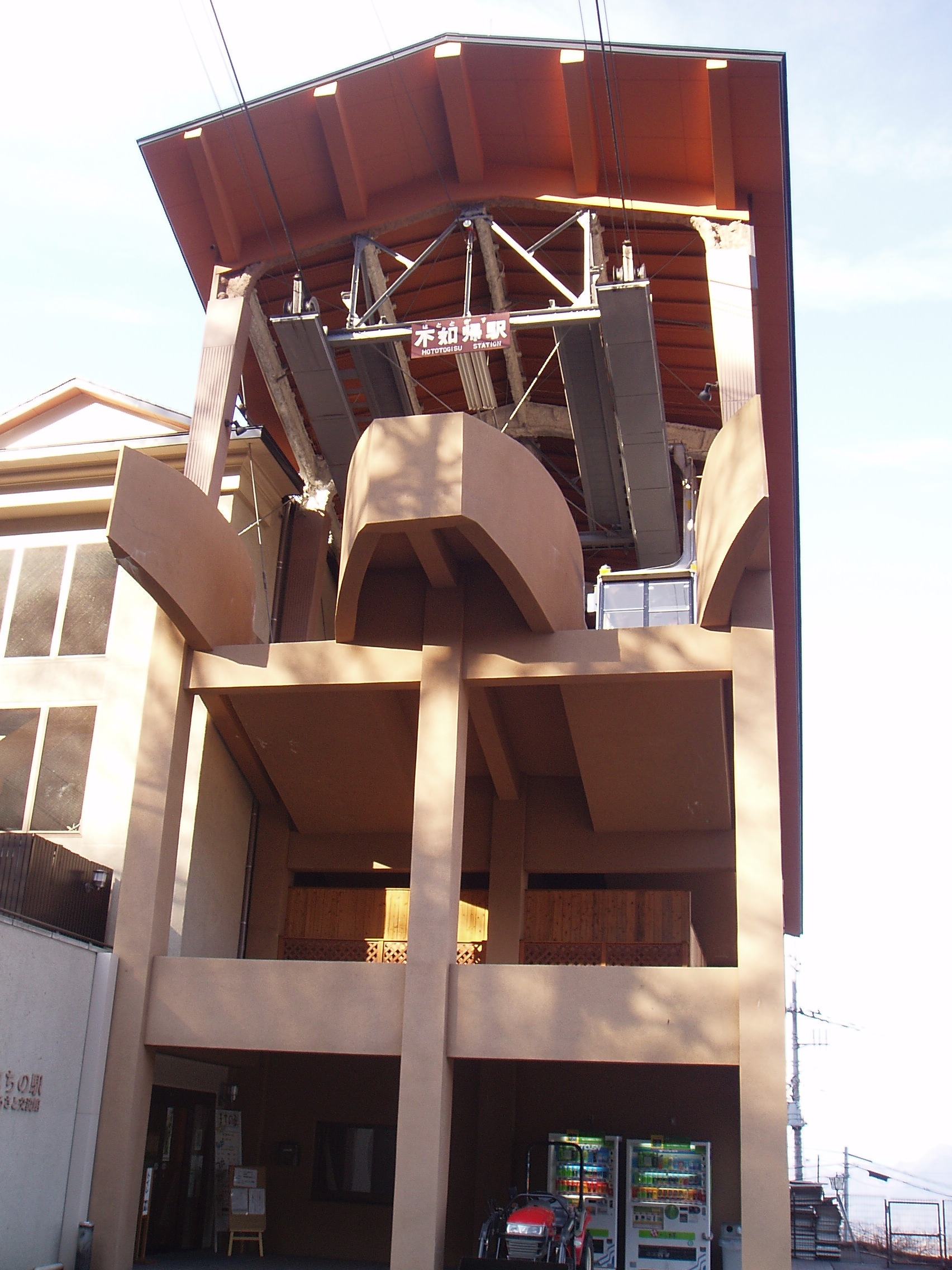
不如帰駅駅舎(2008年1月6日現在)
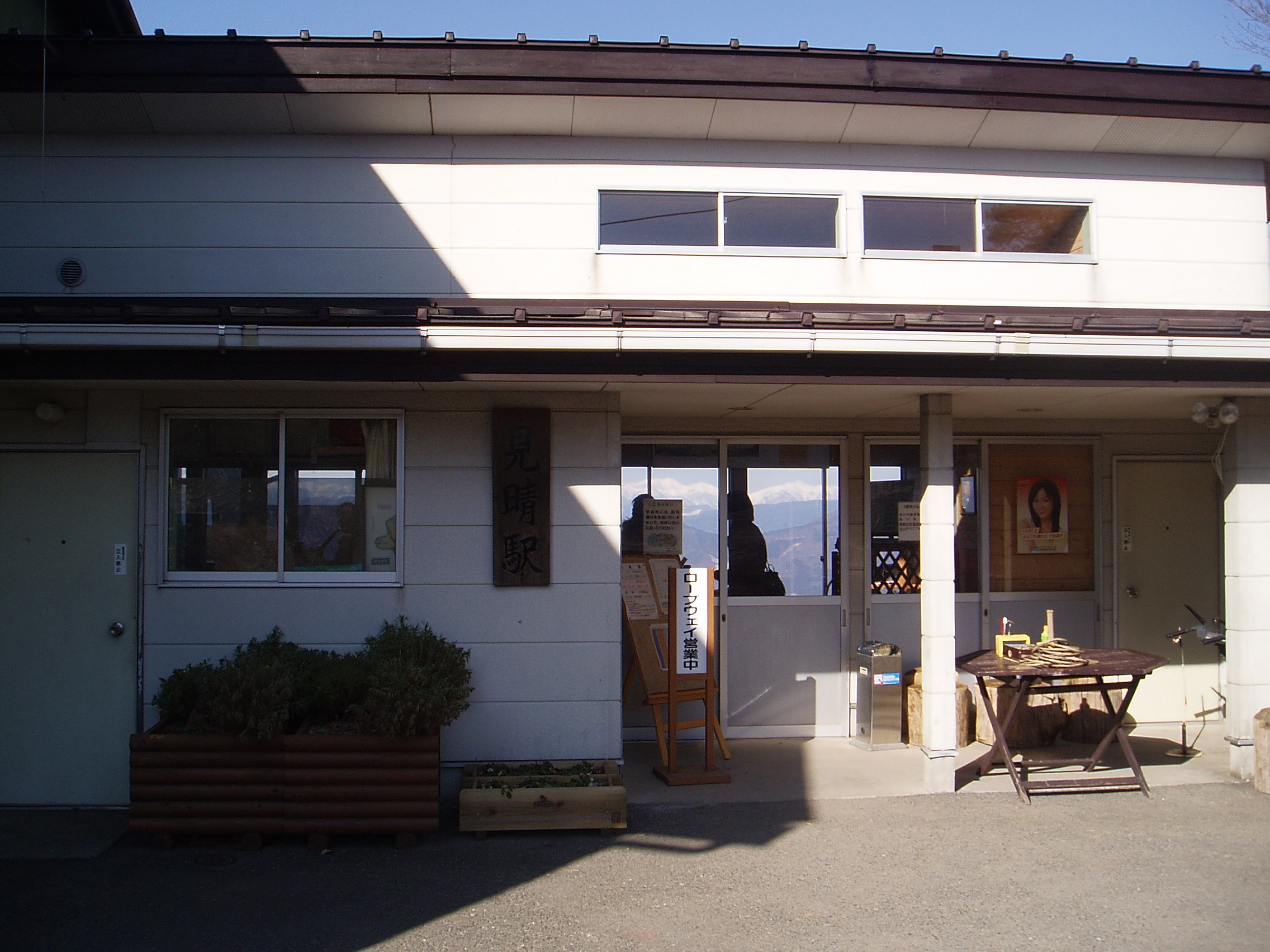
見晴駅駅舎(2008年1月6日現在)

## 接続路線
伊香保温泉停留所はすぐ隣にあるが、バスターミナルは南西方面に徒歩1分以内（道の向かい側）
- 伊香保温泉バス案内所もしくは伊香保バスターミナル
  - 路線バス・タウンバス
    - 関越交通 : 伊香保温泉線
    - 群馬バス : 渋川伊香保線･榛名湖温泉線
    - 伊香保タウンバス : 1･2･3･4号線

  - 高速バス
    - 関越交通 : 伊香保･四万温泉号、アザレア号